# Classe Lexington (croiseur)
Pour les autres classes de navires du même nom, voir Classe Lexington.
La classe Lexington est une classe de six croiseurs de bataille commandés par l'United States Navy durant la Première Guerre mondiale. Leur construction est annulée à la fin du conflit, et deux d'entre eux, les USS Lexington et Saratoga seront terminés en porte-avions.

## Conception
Demandés par la Navy en 1911 en réaction à la construction par l'empire du Japon de la classe Kongō, leur conception vient d'une série d'études menées par le Naval War College, qui avait étudié la question depuis de nombreuses années et su prévoir la construction du premier croiseur de bataille, le HMS Invincible. Ces études avaient débouché sur une proposition de conception en 1909 qui sera refusée par le conseil de l'amirauté.
La construction de la classe Lexington est incluse dans le Naval Act of 1916 (en). Tout comme les cuirassés de classe South Dakota, inclus eux aussi dans cet acte, la construction des navires de la classe est continuellement reportée en faveur de navires d'escorte et de navires de lutte anti-sous-marine. Pendant ces délais, la conception est revue plusieurs fois ; à l'origine conçus pour emporter dix canons de 14 pouces et dix-huit de 5 pouces à une vitesse de 35 nœuds (65 km/h), ils sont finalement construits pour emporter huit canons de 16 pouces (en) et quatorze de 6 pouces (en) à une vitesse de 33,25 nœuds (62 km/h), améliorant la puissance de feu et le blindage au détriment de la vitesse.
Alors que quatre des navires sont annulés et démolis pendant leur chantier en 1922 afin de respecter le traité naval de Washington, deux d'entre eux, le Lexington et le Saratoga sont convertis en porte-avions. Ils prendront part à la Seconde Guerre mondiale, le Lexington étant coulé durant la bataille de la mer de Corail et le Saratoga survivant à la guerre du Pacifique malgré deux torpillages. Il est finalement coulé comme navire cible durant l'opération Crossroads.

## Navires de la classe
| Nom           | Quille            | Lancement              | Armement         | Chantier                                        | Destin                                                     |
| ------------- | ----------------- | ---------------------- | ---------------- | ----------------------------------------------- | ---------------------------------------------------------- |
| Lexington     | 8 janvier 1921    | 8 août 1925            | 14 décembre 1927 | Chantier naval Fore River de Quincy             | coulé le 8 mai 1942 durant la bataille de la mer de Corail |
| Constellation | 18 août 1920      | annulé en août 1923    | 22,7 %           | Chantier naval Northrop Grumman de Newport News | démoli                                                     |
| Saratoga      | 25 septembre 1920 | 7 avril 1925           | 16 décembre 1927 | New York Shipbuilding Corporation, Camden       | coulé le 25 janvier 1946 durant l'opération Crossroads     |
| Ranger        | 23 juin 1921      | annulé le 17 août 1923 | 4 %              | Chantier naval Northrop Grumman de Newport News | revendu pour démolition le 8 novembre 1923                 |
| Constitution  | 25 septembre 1920 | annulé en août 1923    | 13,4 %           | Philadelphia Naval Shipyard                     | démoli                                                     |
| United States | 25 septembre 1920 | annulé le 17 août 1923 | 12,1 %           | Philadelphia Naval Shipyard                     | revendu pour démolition le 25 octobre 1923                 |

## Galerie

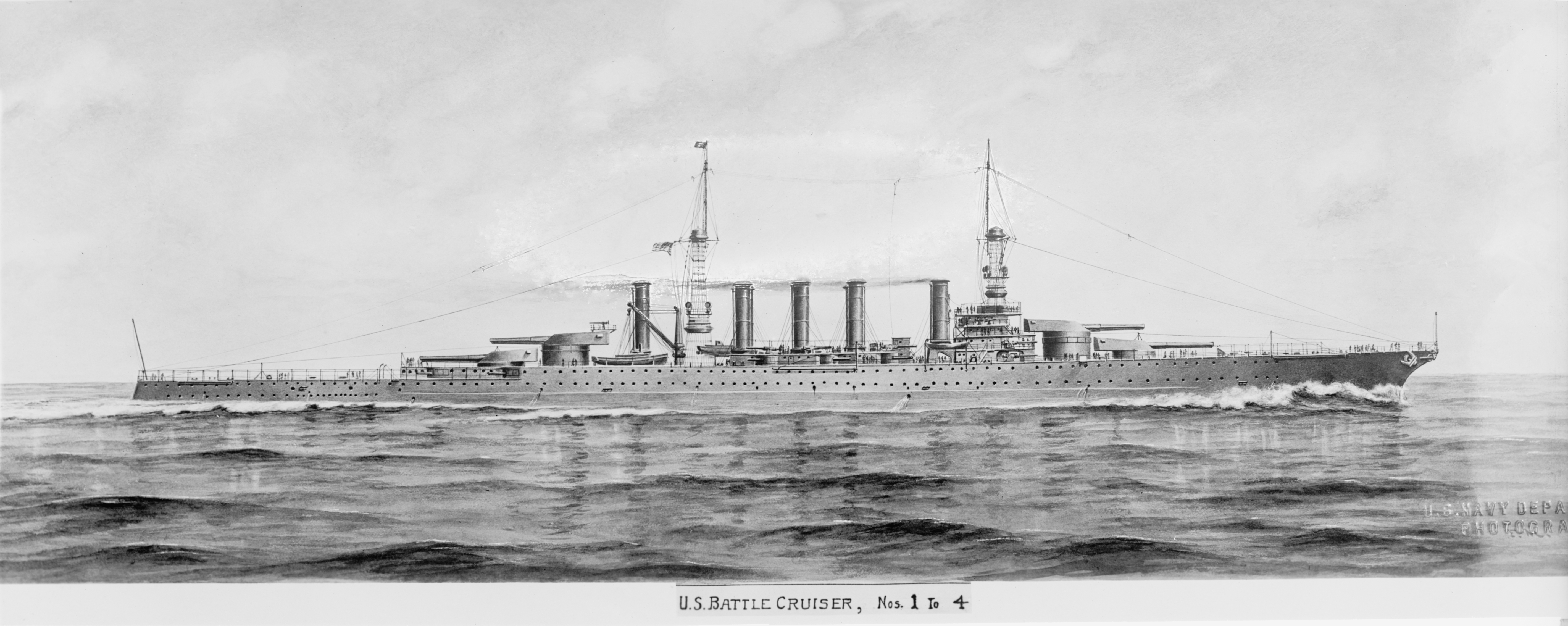
Dessin de la configuration d'origine du modèle en 1916
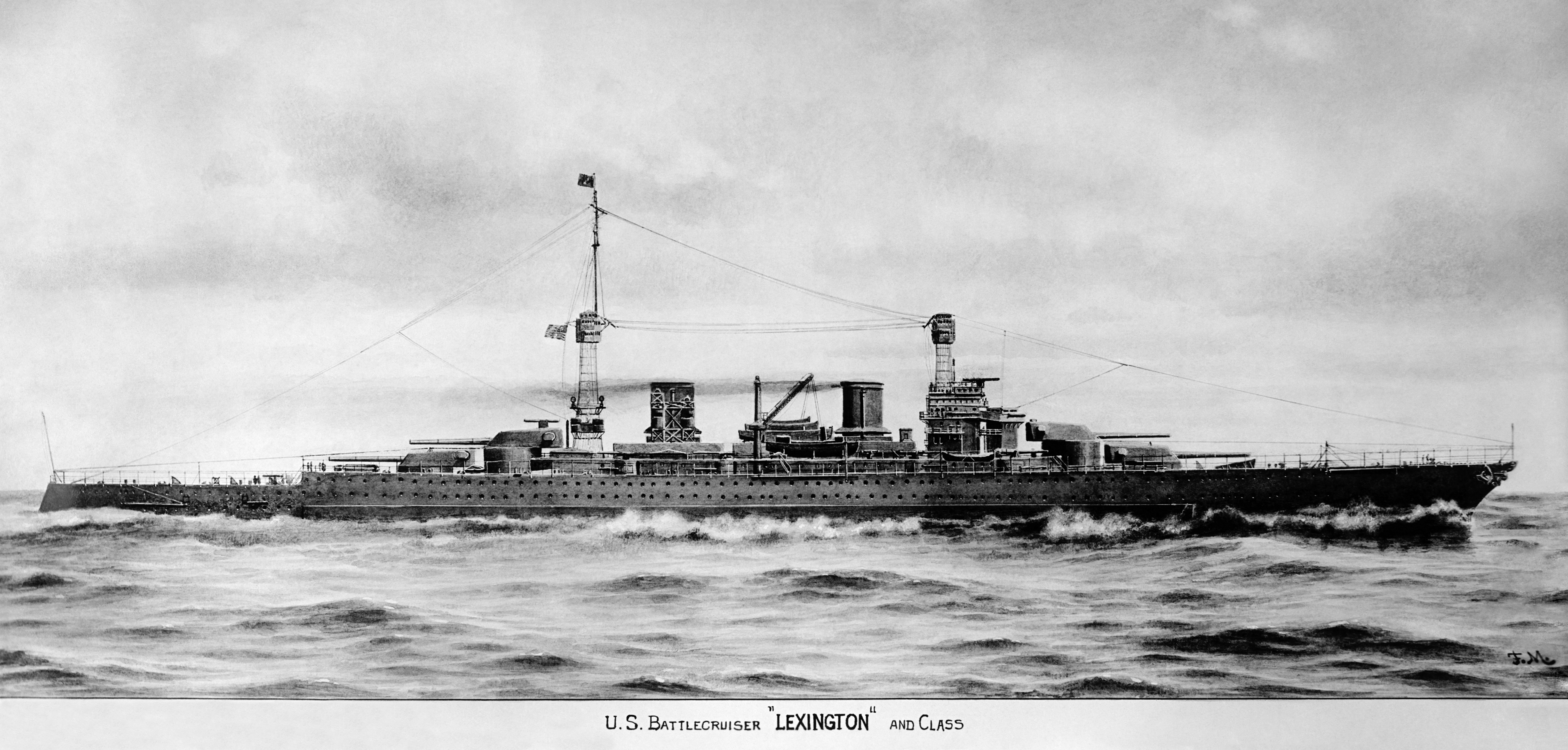
Dessin de la configuration adopté en 1919
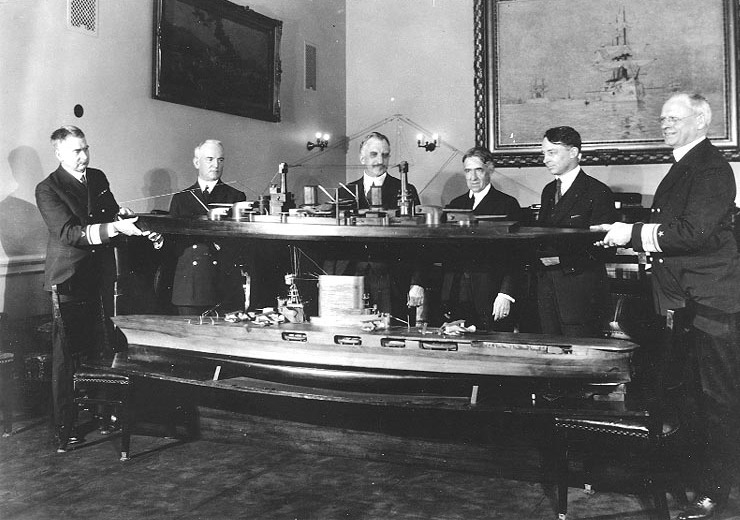
Présentation des maquettes de la conversion prévue des navires en 1922